# Výměna oblečení
Výměna oblečení byl společensky prospěšný, dobrovolnický, neziskový projekt specializující se na výměnu oblečení, který probíhal od března roku 2009 do dubna roku 2013, který v České republice nastartoval swapovací kulturu.

## Popis a historie
Zakladatelkami projektu byly Markéta Borecká, Dagmar Krejčiříková a Lucie Jonášová. Organizátory projektu spojovalo nadšení pro dobrou věc, chuť pomáhat na všech frontách a také fakt, že nemají rádi plýtvání, a velmi je těšila možnost pustit nevyužité oblečení do dalšího oběhu, kde ještě udělá dobrou službu, a dostane se tak k potřebným lidem, kteří ho budou nosit. Postupně takto vznikla skupina lidí, kteří mají sociální cítění a chtějí pomoci těm, kteří to opravdu potřebují, například senioři, znevýhodnění a nemocní.
Akce se probíhala v rámci dvou charitativních odpolední ročně, na kterých bylo možné zdarma vyměňovat již nepoužívané oblečení, doplňky nebo hračky. Přijímala se také kosmetika a jiné hygienické potřeby, které se se zbylým oblečením následně předaly konkrétní nemocniční nebo neziskové organizaci v nouzi.
Celkem proběhlo 10 těchto akcí, přičemž zbylé oblečení i věci byly distribuovány do předem určených míst. Za celou dobu konání těchto akcí projekt opakovaně pomohl těmto zařízením: Domov Sue Ryder, Praha 4; MŠ Palmetová, Praha 4; Farní charita Modřany, Praha 4; Domov pro seniory Háje, Praha 4; Dětský domov v Praze 9 Dolních Počernicích; Kojenecký ústav v Krči (Thomayerova nemocnice), Praha 4; Léčebna dlouhodobě nemocných, areál psychiatrické léčebny Bohnice, Praha 8; Loď Hermes, Praha; Ústav Vincentinum, Šternberk; Azylový dům Naděje Vršovice a Azylový dům pro matky s dětmi Jasmínová na Praze 10.
Hlavní myšlenkou projektu bylo propojování veřejnosti a různých sociálních skupin, kterým projekt pomáhal a předával jim oblečení a hygienické potřeby. Od r. 2012 se výměna oblečení konala v domovech pro seniory, což umožnilo aktivní zapojení cílové skupiny dříve narozených do těchto aktivit.
Prvním pokusem o zajištění práce znevýhodněným lidem v chráněné dílně bylo zakázkové ušití praktických nákupních tašek z látek sebraných během akcí Výměny oblečení od lidí. Tašky ušili klienti chráněné dílny Bona o.p.s. a byly poprvé ke koupi na Výměně oblečení na jaře 2013. Malý výtěžek z prodeje tašek pomohl zajistit chod projektu a dárky pro všechny pomáhající zúčastněné.
Do spolupráce se organizátoři projektu snažili vtáhnout i firmy: do Výměny oblečení v roce 2013 materiálně přispěla společnost Unilever (3 přepravky hygienických potřeb); občerstvení dodala společnost Miko Káva.
Na konci května 2013 měl tým 5 členů: Markétu Boreckou, Lucii Jonášovou, Soňu Valčíkovou, Markétu Ročejdlovou a Zdeňka Kresla. Akce Výměny oblečení rostly a získávaly na oblíbenosti. Na poslední, 10. akci přišlo 150 lidí a zbylo po ní 62 velkých pytlů k rozvozu do cílových zařízení. Celý tým věnoval přípravám akce někdy 30-60 hodin měsíčně a postupně kvůli dalším povinnostem přestalo být možné investovat tolik času.

### Ocenění
Milníkem se v květnu roku 2013 pro projekt stalo vítězství v mezinárodní soutěži Social Impact Award pořádané Impact Hub Praha.

### Navazující projekty
Tým projektu dostal příležitost z dobrovolnického projektu vytvořit ekonomicky udržitelný podnik v rámci společensky prospěšného podnikání. Tuto výzvu nebylo jednoduché přijmout, jelikož většina členů týmu měla jiný záměr a nemohla se rozvoji myšlenky nového start-upu věnovat. Zakladatelka projektu Markéta Borecká k sobě našla novou posilu do týmu, Zuzanu Jurovou, a vznikl tak nový projekt FOREWEAR, který využívá textilní přebytky a vyrábí z nich recyklované firemní dárky a propagační předměty.
Během doby, kdy projekt Výměna oblečení fungoval, vzniklo několik dalších podobných iniciativ komunitních výměn oblečení a věcí mezi jednotlivými lidmi, a pro tyto akce se ujal název „swap“. V současné době jsou tyto akce vyhledávané a běžně dostupné každý měsíc. Není však znám žádný podobný projekt, jako byla Výměna oblečení, který by měl takto komplexní charitativní dopad a zaměření na cílovou skupinu seniorů.